# Арно II Манцер (граф Ангулема)

Графство Ангулем на карте Франции 1030 г.

Арно II Манцер (фр. Arnaud IIer Manzer; умер в 988 или 989) — граф Ангулема в 975—988 годах из рода Тайлеферов.

## Биография
Арно Манцер был внебрачным сыном ангулемского графа Гильома II Тайлефера, после смерти которого в 945 году графство перешло его перигорским родственникам.
Несмотря на своё положение незаконнорождённого, в 975 году Арно II Манцер предъявил претензии на отцовское наследство. Его поддержал герцог Аквитании Гильом IV. Началась война, в ходе которой Арно убил своего соперника Ранульфа Бомпара и стал графом Ангулема.
В первые же годы правления Арно II Манцер усилил свою власть за счет ангулемского епископа Гуго. Также объявил себя защитником (advocatus) аббатства Сен-Сибар.
Арно поддержал Гильома IV Аквитанского в его борьбе с графом Ла Марша Бозоном Старым, сына которого взял в плен и передал герцогу.
В 988 году Арно принял монашеский постриг и удалился на покой в аббатство Сен-Сибар, где вскоре умер.
Арно II Манцер был женат сначала на Райнгарде, потом на Альдегарде. В первом браке родился его сын и наследник Гильом IV Тайлефер.